# Villacid de Campos
Villacid de Campos est une commune de la province de Valladolid dans la communauté autonome de Castille-et-León en Espagne.

## Sites et patrimoine
Les édifices et sites notables de la commune sont :
- Église Santa María la Nueva
- El cubo

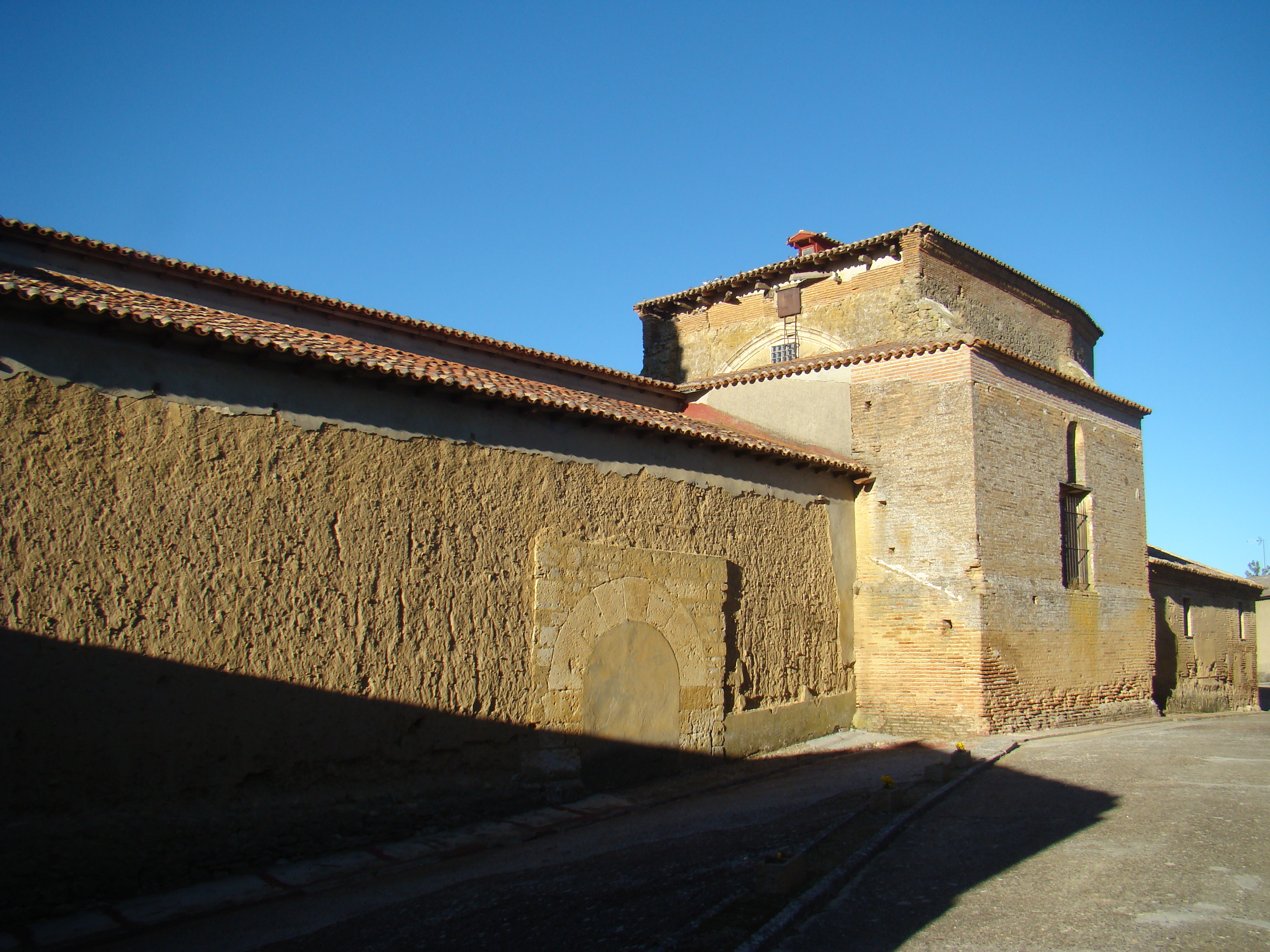
Église Santa María la Nueva.
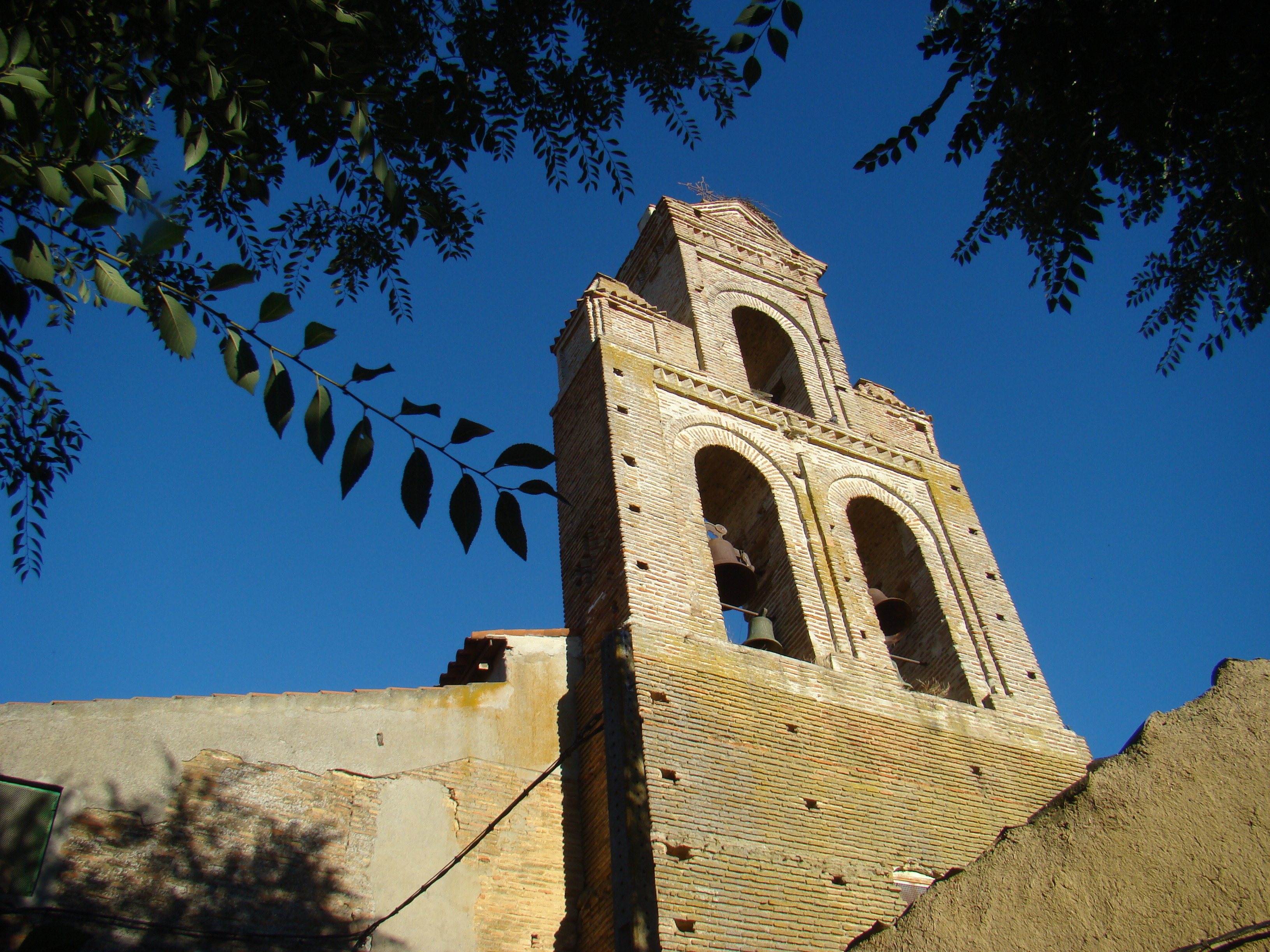
Église Santa María la Nueva.
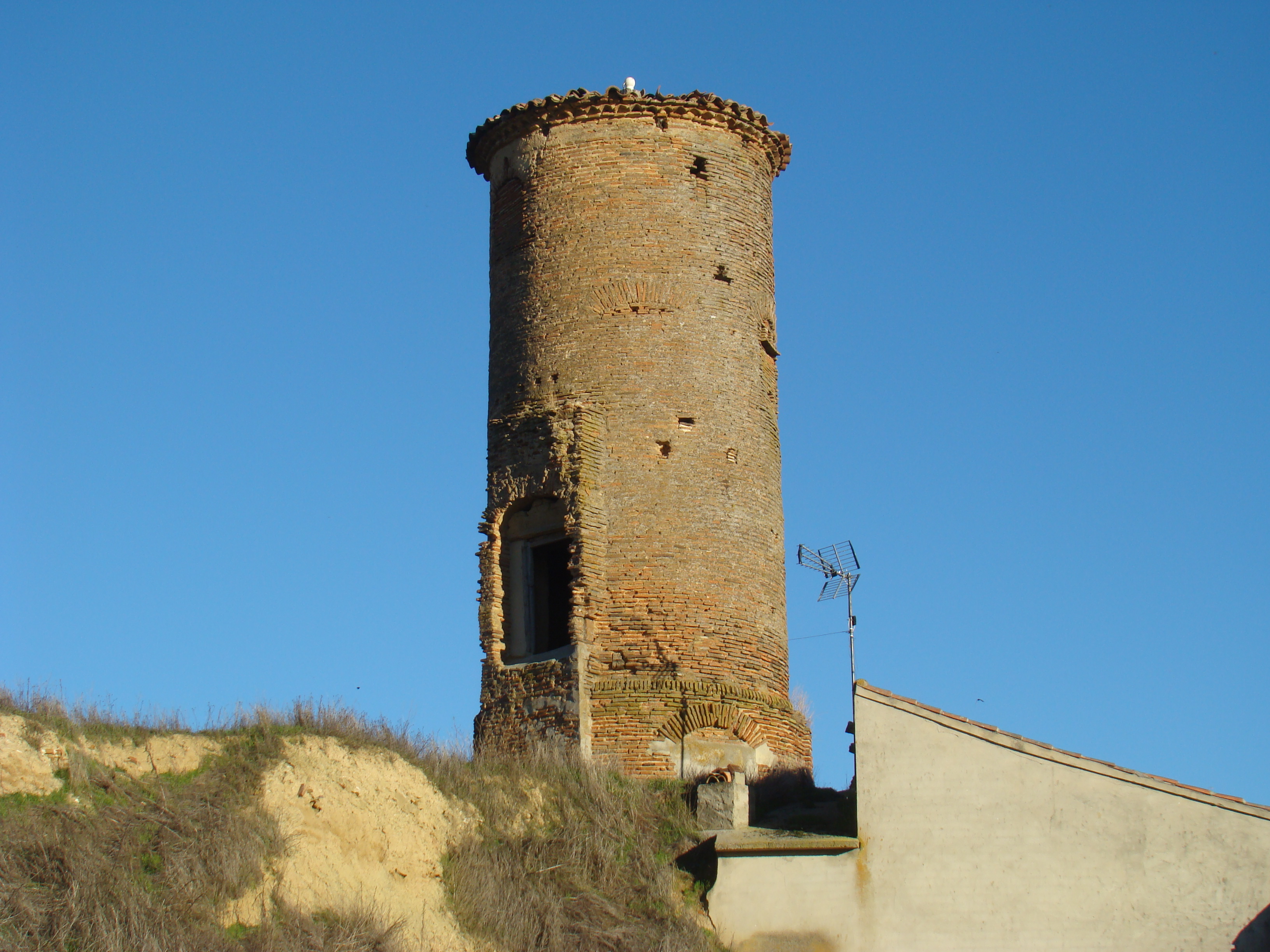
El cubo.